# Kobi Marimi
Yaakov Marimi, detto Kobi (in ebraico קובי מרימי‎?; Ramat Gan, 8 ottobre 1991), è un cantante israeliano.
Ha rappresentato Israele all'Eurovision Song Contest 2019 con il brano Home, classificandosi 23º su 26 partecipanti nella finale.

## Biografia
Nato e cresciuto a Ramat Gan, Kobi Marimi ha iniziato a cantare all'età di 13 anni e ha studiato teatro durante le scuole superiori. Durante il suo servizio di leva nell'esercito israeliano ha tentato senza successo di entrare in una banda militare e in un gruppo teatrale. Dopo il congedo ha iniziato a studiare recitazione allo studio Nissan Nativ, mentre copriva ruoli minori in varie commedie e musical e si manteneva lavorando come barista a Tel Aviv.
Alla fine del 2018 ha preso parte alle audizioni per il talent show HaKokhav HaBa L'Eurovizion, che funge come programma di selezione per il rappresentante israeliano per l'Eurovision. Il 12 febbraio 2019 è stato proclamato vincitore, ottenendo così il diritto di rappresentare il suo paese all'Eurovision Song Contest 2019, che si è tenuto proprio a Tel Aviv in seguito alla vittoria israeliana nell'edizione precedente. Nella finale del 18 maggio si è classificato 23º su 26 partecipanti con 35 punti totalizzati, tutti provenienti dal televoto.

## Discografia

### Singoli
- 2019 – Home
- 2019 – Yalla Bye
- 2020 – Lo levad